# 손정수
손정수(孫貞秀, 1953년 9월 20일 ~ )는 대한민국의 공무원이다. 본관은 밀양이며, 전라남도 목포 출신이다.

## 학력
- 목포고등학교 졸업
- 중앙대학교 법학 학사
- 미시간 주립 대학교 농업경제학 석사

## 경력
- 1975 : 제17회 행정고시 합격
- 1998 : 농림부 농촌개발국장
- 2002 : 농림부 기획관리실장
- 2001.05 ~ 2002.08 : 농촌진흥청 차장
- 2004.07 ~ 2006.01 : 농촌진흥청장

## 수상
- 1982년 : 대통령 표창

| 전임 박창정 | 제16대 농촌진흥청 차장 2001년 5월 4일 ~ 2002년 8월 12일 | 후임 김영욱 |

| 전임 김영욱 | 제19대 농촌진흥청장 2004년 7월 19일 ~ 2006년 1월 31일 | 후임 김인식 |